# HD105285
HD105285 — хімічно пекулярна зоря спектрального класу F3, що має видиму зоряну величину в смузі V приблизно  9,0.
Вона  розташована на відстані близько 1208,0 світлових років від Сонця.